# 1790 Volkov
1790 Volkov là một tiểu hành tinh vành đai chính với chu kỳ quỹ đạo là 1223.7667329 ngày (3.35 năm).
Nó được phát hiện ngày 9 tháng 3 năm 1967.